# Arrivare a te
Arrivare a te (君に届け?, Kimi ni todoke) è un manga shōjo scritto e disegnato da Karuho Shiina, pubblicato in Giappone sulla rivista Bessatsu Margaret di Shūeisha dal gennaio 2006 al dicembre 2017. Nel 2008, l'opera ha vinto il premio Kodansha nella categoria shōjo e la nomina per quello Taisho.
Un adattamento anime prodotto da Production I.G è stato trasmesso in Giappone su Nippon Television a partire dal 6 ottobre 2009 al 30 marzo 2010. La seconda stagione invece, intitolata Kimi ni todoke 2ND SEASON, è andata in onda dal 4 gennaio 2011 dopo uno speciale riassuntivo intitolato Kimi ni todoke Special Recap creato come "episodio 0" della 2ª stagione e inserito nel primo DVD, e terminata il 29 marzo seguente. Una terza stagione è stata annunciata e uscirà su Netflix ad agosto 2024.
Un film live action diretto da Naoto Kumazawa, dal titolo omonimo, è stato proiettato il 25 settembre 2010 nelle sale cinematografiche nipponiche, con Haruma Miura nelle vesti del protagonista maschile della storia. Sull'opera sono stati pubblicati due videogiochi, uno nel 2009 e l'altro nel 2011; dal 2009 e dal 2011 vengono pubblicate delle light novel.
In Italia il manga è stato prima distribuito da Planeta DeAgostini dal dicembre 2008, che ha interrotto la pubblicazione al sesto volume, e successivamente è stato ripubblicato dalla Star Comics a partire dal 3 ottobre 2012 al 1º novembre 2018 sulla testata Up a cadenza mensile, mentre l'anime è ancora inedito.

## Trama
Sawako Kuronuma, chiamata "Sadako" dai suoi compagni di scuola per la sua somiglianza al personaggio del film Ring, è sempre stata temuta e incompresa a causa del suo aspetto; circolano voci che la ragazza possa vedere i fantasmi e si dice che le persone che la guardano negli occhi per più di tre secondi siano maledette. Per questo viene sempre evitata, ma in realtà queste dicerie sono del tutto infondate. Più semplicemente, Sawako (che significa "dolce bambina") è una ragazza molto timida e sensibile, e benché venga ignorata da tutti, se non insultata, lei continua a tentare di farsi degli amici, senza successo. Quando Shōta Kazehaya, un ragazzo molto popolare e amato da tutti, comincia a parlare con lei, tutto inizia a cambiare: Sawako si ritrova in un mondo diverso, inizia a parlare con persone nuove che fino ad allora la vedevano solo come "Sadako". Lentamente, ma inesorabilmente, un dolce amore tra i due inizia a nascere.

## Personaggi

La protagonista, Sawako Kuronuma

Sawako Kuronuma (黒沼 爽子?, Kuronuma Sawako)
Doppiata da: Mamiko Noto (ed. giapponese)
Sawako è una ragazza minuta, dai lunghi e lisci capelli neri e dai modi un po' inquietanti. È nata il 31 dicembre, gruppo sanguigno O. È una persona solitaria ma non per scelta e che in realtà ha una grande voglia di stringere legami con gli altri. Assomiglia nell'aspetto alla protagonista del film horror Ring e per questo è sempre stata tenuta alla larga dai suoi compagni di classe, i quali la chiamano "Sadako" (貞子?, Sadako) e le attribuiscono poteri nefasti. È molto emotiva e si commuove facilmente, spesso quando qualcuno si dimostra gentile con lei. È una ragazza seria e brava a scuola che appena ne ha l'occasione cerca di aiutare gli altri, infatti la sua filosofia di vita è "Fare una buona azione ogni giorno". Ama molto i cani, anche se loro non amano lei.
Shōta Kazehaya (風早 翔太?, Kazehaya Shōta)
Doppiato da: Daisuke Namikawa (ed. giapponese) 
Ragazzo solare e spontaneo, è un compagno di classe di Sawako. È nato il 15 maggio, gruppo sanguigno O. È molto popolare fra i compagni sia per il suo aspetto che per la sua personalità. È allegro, divertente e sempre circondato da una schiera di amici e ragazze. Pur essendo così è anche una persona molto gentile e disponibile. È un caro amico di Ryuu sebbene abbiano due caratteri opposti. È determinato e impulsivo in certe situazioni soprattutto quando si tratta di Sawako; la sua filosofia di vita è "Credere e ricercare la verità". Ama molto i cani e alle medie giocava a baseball.
Ayane Yano (矢野 あやね?, Yano Ayane)
Doppiata da: Miyuki Sawashiro (ed. giapponese)
È la migliore amica di Chizu e una delle prime ragazze a dimostrare gentilezza a Sawako. È attraente e molto furba e riesce a capire le situazioni molto prima dell'ingenua Chizu e della svampita Sawako. È nata il 3 marzo, gruppo sanguigno AB, la sua filosofia di vita è la "bellezza". Le voci maligne che giravano su di lei dicevano che era stata con moltissimi ragazzi, cosa ovviamente falsa. È molto legata a Sawako e tenta sempre di aiutarla e proteggerla. A volte si dimostra anche gelosa quando vede che la ragazza riesce a fare amicizia con altre persone.
Chizuru Yoshida (吉田 千鹤?, Yoshida Chizuru)
Doppiata da: Yūko Sanpei (ed. giapponese)
Una delle prime amiche di Sawako, anche senza l'influsso di Shōta. È molto sportiva ed energica. È nata il 1º giugno, gruppo sanguigno A, la sua filosofia di vita è "Mangia fino all'80% di sazietà". Sempre un po' una bulletta per la sua corporatura, in realtà si commuove molto facilmente come Sawako. È da sempre amica di Ryū, che considera come un fratello, ma in fondo, ne è innamorata.
Ryū Sanada (真田 龙?, Sanada Ryū)
Doppiato da: Yūichi Nakamura (ed. giapponese)
Ragazzo dall'aspetto molto tranquillo, uno dei primi a mostrare gentilezza nei confronti di Sawako, come Chizu e Ayane. È nato il 2 aprile, gruppo sanguigno B, filosofia di vita "Lavorare in silenzio". Molto amico di Chizu, di cui ne è segretamente innamorato e che in più di un'occasione infatti consolerà. È oltretutto molto sensibile.
Kazuichi Arai (荒井 一市?, Arai Kazuichi)
Doppiato da: Yūki Ono (ed. giapponese)
Professore, supplente della classe di Sawako, soprannominato "Pin" (ピン?, Pin). È nato il 25 luglio, gruppo sanguigno B, filosofia di vita "Io sono il migliore".
Ume Kurumizawa (胡桃沢 梅?, Kurumizawa Ume)
Doppiata da: Aya Hirano (ed. giapponese)
Ragazza molto carina dai lunghi capelli chiari e i modi gentili viene definita da Sawako "bambola di porcellana". È nata il 16 settembre, gruppo sanguigno AB, ed è soprannominata "Kurumi" (くるみ?, Kurumi). È sempre disponibile e accondiscendente con tutti e sembra incapace di arrabbiarsi. Ha un buon rapporto con Shōta che conosce dalle medie e con cui si scambia CD di musica. In realtà tutta la sua gentilezza è solo una facciata che nasconde un carattere deciso e opportunista, e usa gli altri per i suoi scopi pur riuscendo a rimanere nell'ombra. È segretamente innamorata di Shōta e all'inizio cerca di usare la sua popolarità per allontanare Sawako da lui. Dopo varie peripezie Ayane e Chizu riusciranno a smascherare i suoi veri intenti e da amica diventerà rivale anche se conserverà un buon rapporto con Sawako.

## Manga
Il manga, composto da 123 capitoli, è stato pubblicato sulla rivista Bessatsu Margaret dal 13 dicembre 2005 al 13 novembre 2017 e successivamente è stato serializzato in 30 tankōbon per conto della Shūeisha, pubblicati tra il 25 maggio 2006 e il 23 marzo 2018. Nel 2008, l'opera ha vinto il premio Kodansha nella categoria shōjo e la nomina per quello Taisho.
Originariamente il manga doveva essere una storia autoconclusiva aggregata alla precedente opera dell'autrice, CRAZY FOR YOU, tuttavia la stessa Karuho Shiina decise poi di espandere la storia fino a farla diventare una serie. Nel marzo 2009 fu sospesa momentaneamente in quanto l'autrice stava aspettando un figlio e ha ripreso la serializzazione nell'ottobre dello stesso anno.
In Italia è stato pubblicato originariamente da Planeta DeAgostini dal 5 dicembre 2008 al 10 maggio 2009, interrompendosi al sesto volume. Dopo tre anni i diritti sono stati acquistati da Star Comics che pubblica l'intera serie dal 3 ottobre 2012 al 1º novembre 2018. È arrivato anche negli Stati Uniti da Viz Media.

### Volumi
| Nº | Data di prima pubblicazione | Data di prima pubblicazione | Data di prima pubblicazione                                         | Data di prima pubblicazione                                                      |
| Nº | Giapponese                  | Giapponese                  | Italiano                                                            | Italiano                                                                         |
| -- | --------------------------- | --------------------------- | ------------------------------------------------------------------- | -------------------------------------------------------------------------------- |
| 1  | 25 maggio 2006              | ISBN 4-08-846061-8          | 5 dicembre 2008 (Planeta DeAgostini) 3 ottobre 2012 (Star Comics)   | ISBN 978-84-674-6617-1 (Planeta DeAgostini) ISBN 978-88-6420-543-4 (Star Comics) |
| 2  | 25 settembre 2006           | ISBN 4-08-846094-4          | 8 febbraio 2009 (Planeta DeAgostini) 2 novembre 2012 (Star Comics)  | ISBN 978-84-674-6618-8 (Planeta DeAgostini) ISBN 978-88-6420-544-1 (Star Comics) |
| 3  | 25 gennaio 2007             | ISBN 978-4-08-846134-2      | 22 febbraio 2009 (Planeta DeAgostini) 3 dicembre 2012 (Star Comics) | ISBN 978-84-674-7124-3 (Planeta DeAgostini) ISBN 978-88-6420-545-8 (Star Comics) |
| 4  | 25 maggio 2007              | ISBN 978-4-08-846174-8      | 22 marzo 2009 (Planeta DeAgostini) 2 gennaio 2013 (Star Comics)     | ISBN 978-84-674-7125-0 (Planeta DeAgostini) ISBN 978-88-6420-552-6 (Star Comics) |
| 5  | 22 novembre 2007            | ISBN 978-4-08-846237-0      | 12 aprile 2009 (Planeta DeAgostini) 1º febbraio 2013 (Star Comics)  | ISBN 978-84-674-7126-7 (Planeta DeAgostini) ISBN 978-88-6420-553-3 (Star Comics) |
| 6  | 25 marzo 2008               | ISBN 978-4-08-846278-3      | 10 maggio 2009 (Planeta DeAgostini) 1º marzo 2013 (Star Comics)     | ISBN 978-84-674-7127-4 (Planeta DeAgostini) ISBN 978-88-6420-554-0 (Star Comics) |
| 7  | 25 luglio 2008              | ISBN 978-4-08-846313-1      | 2 aprile 2013                                                       | ISBN 978-88-6420-555-7                                                           |
| 8  | 25 novembre 2008            | ISBN 978-4-08-846356-8      | 2 maggio 2013                                                       | ISBN 978-88-6420-556-4                                                           |
| 9  | 11 settembre 2009           | ISBN 978-4-08-846440-4      | 3 giugno 2013                                                       | ISBN 978-88-6420-557-1                                                           |
| 10 | 13 gennaio 2010             | ISBN 978-4-08-846481-7      | 3 luglio 2013                                                       | ISBN 978-88-6420-615-8                                                           |
| 11 | 11 giugno 2010              | ISBN 978-4-08-846539-5      | 1º agosto 2013                                                      | ISBN 978-88-6420-616-5                                                           |
| 12 | 24 settembre 2010           | ISBN 978-4-08-846568-5      | 4 settembre 2013                                                    | ISBN 978-88-6420-634-9                                                           |
| 13 | 11 marzo 2011               | ISBN 978-4-08-846635-4      | 3 ottobre 2013                                                      | ISBN 978-88-6420-721-6                                                           |
| 14 | 13 settembre 2011           | ISBN 978-4-08-846635-4      | 2 novembre 2013                                                     | ISBN 978-88-6420-731-5                                                           |
| 15 | 25 gennaio 2012             | ISBN 978-4-08-846738-2      | 4 dicembre 2013                                                     | ISBN 978-88-6420-803-9                                                           |
| 16 | 11 maggio 2012              | ISBN 978-4-08-846772-6      | 2 gennaio 2014                                                      | ISBN 978-88-6420-865-7                                                           |
| 17 | 25 settembre 2012           | ISBN 978-4-08-846829-7      | 1º febbraio 2014                                                    | ISBN 978-88-6420-870-1                                                           |
| 18 | 25 gennaio 2013             | ISBN 978-4-08-846881-5      | 1º marzo 2014                                                       | ISBN 978-88-6420-906-7                                                           |
| 19 | 25 giugno 2013              | ISBN 978-4-08-845059-9      | 2 aprile 2014                                                       | ISBN 978-88-6420-947-0                                                           |
| 20 | 25 ottobre 2013             | ISBN 978-4-08-845114-5      | 3 luglio 2014                                                       | ISBN 978-88-6920-014-4                                                           |
| 21 | 25 marzo 2014               | ISBN 978-4-08-845181-7      | 2 ottobre 2014                                                      | ISBN 978-88-6920-133-2                                                           |
| 22 | 12 settembre 2014           | ISBN 978-4-08-845261-6      | 2 maggio 2015                                                       | ISBN 978-88-6920-354-1                                                           |
| 23 | 23 gennaio 2015             | ISBN 978-4-08-845331-6      | 5 agosto 2015                                                       | ISBN 978-88-6920-473-9                                                           |
| 24 | 24 luglio 2015              | ISBN 978-4-08-845418-4      | 2 gennaio 2016                                                      | ISBN 978-88-6920-633-7                                                           |
| 25 | 25 dicembre 2015            | ISBN 978-4-08-845498-6      | 3 agosto 2016                                                       | ISBN 978-88-226-0194-0                                                           |
| 26 | 25 maggio 2016              | ISBN 978-4-08-845576-1      | 1º dicembre 2016                                                    | ISBN 978-88-226-0397-5                                                           |
| 27 | 23 settembre 2016           | ISBN 978-4-08-845636-2      | 1º giugno 2017                                                      | ISBN 978-88-226-0589-4                                                           |
| 28 | 24 febbraio 2017            | ISBN 978-4-08-845718-5      | 1º febbraio 2018                                                    | ISBN 978-88-226-0867-3                                                           |
| 29 | 25 luglio 2017              | ISBN 978-4-08-845788-8      | 1º agosto 2018                                                      | ISBN 978-88-226-1113-0                                                           |
| 30 | 23 marzo 2018               | ISBN 978-4-08-844007-1      | 1º novembre 2018                                                    | ISBN 978-88-226-1130-7                                                           |

## Anime

Logo della serie

L'anime è composto da due stagioni, prodotte da Production I.G, e sono state trasmesse su Nippon Television, dal 6 ottobre 2009 al 30 marzo 2010 la prima, e dal 4 gennaio al 29 marzo 2011 la seconda. La serie TV non narra tutte le vicende che accadono nel manga, coprendo in totale solamente i primi 10 volumi di questo. I DVD della prima stagione sono stati distribuiti dal 23 dicembre 2009 al 23 luglio 2010, mentre quelli della seconda stagione dal 2 marzo all'8 giugno 2011. Uno speciale riassuntivo intitolato Kimi ni todoke Special Recap è stato inserito nel primo DVD della seconda stagione, creato come "episodio 0" (speciale) di questa.
Il 1 agosto del 2024 è uscita su Netflix la terza stagione, a 13 anni di distanza dalla seconda, composta da 5 episodi (della durata di circa un'ora ciascuno) e un sesto episodio che è il riassunto delle precedenti due stagioni.

### Episodi
| Nº                                            | Titolo italiano Giapponese 「Kanji」 - Rōmaji             | In onda          | In onda |
| Nº                                            | Titolo italiano Giapponese 「Kanji」 - Rōmaji             | Giapponese       |         |
| Kimi ni todoke (25 episodi)                   |                                                           |                  |         |
| 1                                             | Prologo 「プロローグ」 - Purorōgu                         | 6 ottobre 2009   |         |
| 2                                             | Cambio di posto 「席替え」 - Sekigae                      | 13 ottobre 2009  |         |
| 3                                             | Dopo le lezioni 「放課後」 - Houkago                      | 20 ottobre 2009  |         |
| 4                                             | Dicerie 「噂」 - Uwasa                                    | 27 ottobre 2009  |         |
| 5                                             | Determinazione 「決意」 - Ketsui                          | 3 novembre 2009  |         |
| 6                                             | Amiche 「友達」 - Tomodachi                               | 10 novembre 2009 |         |
| 7                                             | Sabato sera 「土曜の夜」 - Doyoubi no yoru                | 17 novembre 2009 |         |
| 8                                             | Allenamento 「自主練」 - Jishūren                         | 24 novembre 2009 |         |
| 9                                             | Una nuova amica 「新しい友達」 - Atarashii tomodachi      | 1º dicembre 2009 |         |
| 10                                            | Collaborazione 「協力」 - Kyōryoku                        | 8 dicembre 2009  |         |
| 11                                            | Speciale? 「とくべつ？」 - Tokubetsu?                     | 15 dicembre 2009 |         |
| 12                                            | Sentimenti d'amore 「恋愛感情」 - Ren'ai kanjō            | 22 dicembre 2009 |         |
| 13                                            | Amore 「恋」 - Koi                                        | 5 gennaio 2010   |         |
| 14                                            | Kurumi 「くるみ」 - Kurumi                                | 12 gennaio 2010  |         |
| 15                                            | Rivali 「ライバル」 - Raibaru                             | 19 gennaio 2010  |         |
| 16                                            | Chiacchiere notturne 「夜噺」 - Yoru hanashi              | 26 gennaio 2010  |         |
| 17                                            | Giorno di riposo 「休日」 - Kyuujitsu                     | 2 febbraio 2010  |         |
| 18                                            | L'amore di Chizuru 「千鶴の恋」 - Chizuru no koi          | 9 febbraio 2010  |         |
| 19                                            | Sogno 「夢」 - Yume                                       | 16 febbraio 2010 |         |
| 20                                            | Regalo 「プレゼント」 - Purezento                         | 23 febbraio 2010 |         |
| 21                                            | Prima neve 「初雪」 - Hatsuyuki                           | 2 marzo 2010     |         |
| 22                                            | Natale 「クリスマス」 - Kurisumasu                        | 9 marzo 2010     |         |
| 23                                            | Due persone 「ふたり」 - Futari                           | 16 marzo 2010    |         |
| 24                                            | Compleanno 「誕生日」 - Tanjōbi                           | 23 marzo 2010    |         |
| 25                                            | Anno nuovo 「新年」 - Shinnen                             | 30 marzo 2010    |         |
| Kimi ni todoke 2ND SEASON (1 SP + 12 episodi) |                                                           |                  |         |
| SP                                            | Amore non corrisposto 「片想い」 - Kataomoi               | solo su DVD      |         |
| 26                                            | San Valentino 「バレンタイン」 - Barentain                | 4 gennaio 2011   |         |
| 27                                            | Gli studenti del secondo anno 「２年生」 - 2-nen sei      | 11 gennaio 2011  |         |
| 28                                            | Dimentica quello che ho detto 「忘れて」 - Wasurete       | 18 gennaio 2011  |         |
| 29                                            | Incomprensioni 「わかってない」 - Wakattenai              | 25 gennaio 2011  |         |
| 30                                            | La persona che mi piace 「すきな人」 - Suki na hito       | 1º febbraio 2011 |         |
| 31                                            | Affetto e fastidio 「好意と迷惑」 - Kōi to meiwaku        | 8 febbraio 2011  |         |
| 32                                            | Rinuncia e basta 「あきらめちまえよ」 - Akirame chimae yo | 15 febbraio 2011 |         |
| 33                                            | Raggiungerti... 「届け」 - Todoke                         | 22 febbraio 2011 |         |
| 34                                            | Dichiarazione 「告白」 - Kokuhaku                         | 1º marzo 2011    |         |
| 35                                            | D'ora in poi 「ここから」 - Koko kara                     | 8 marzo 2011     |         |
| 36                                            | Dopo il festival 「祭りのあと」 - Matsuri no ato          | 22 marzo 2011    |         |
| 37                                            | La persona che amo 「大事な人」 - Daiji na hito           | 29 marzo 2011    |         |

### Colonna sonora
La OST dell'anime è stata raccolta in 3 CD: il primo è uscito il 27 gennaio 2010, il secondo il 23 febbraio 2011, il terzo dal titolo Kimi ni todoke Secret Party ~Kita horo kōkō gakkō-sai another side~ (君に届け Ｓｅｃｒｅｔ Ｐａｒｔｙ～北幌高校学校祭アナザーサイド～?) il 23 marzo 2011.
Sigla di apertura
- Kimi ni todoke (きみにとどけ?), di Tomofumi Tanizawa (prima stagione)
- Sōfū (爽風?), di Tomofumi Tanizawa (seconda stagione)

Sigla di chiusura
- Kataomoi (片想い?), di Chara (prima stagione)
- Kimi ni todoke… (君に届け⋯?), dei MAY'S (seconda stagione)

## Libri e romanzi

### Prima light novel
Sono uscite una serie di light novel ad opera di Kanae Shimokawa. Composta finora da 16 volumi, sono state pubblicate con l'etichetta Cobalt Bunko di Shūeisha dal 1º agosto 2007 al 25 dicembre 2015.
1. N/A, Shūeisha, 1º agosto 2007[13], ISBN 978-4-08-601059-7.
2. ~Koi ni kizuku toki~ (～恋に気づくとき～?), Shūeisha, 1º novembre 2007[96], ISBN 978-4-08-601096-2.
3. ~Sorezore no kataomoi~ (～それぞれの片思い～?), Shūeisha, 25 aprile 2008[97], ISBN 978-4-08-601165-5.
4. ~Suki to ienakute~ (～好きと言えなくて～?), Shūeisha, 28 novembre 2008[98], ISBN 978-4-08-601242-3.
5. ~Surechigau kokoro~ (～すれちがう心～?), Shūeisha, 2 ottobre 2009[99], ISBN 978-4-08-601342-0.
6. ~Kokuhaku wo mou ichido~ (～告白をもういちど～?), Shūeisha, 29 gennaio 2010[100], ISBN 978-4-08-601381-9.
7. ~Atarashii hibi~ (～あたらしい日々～?), Shūeisha, 1º luglio 2010[101], ISBN 978-4-08-601424-3.
8. ~Futari dake no jikan~ (～ふたりだけの時間～?), Shūeisha, 30 ottobre 2010[102], ISBN 978-4-08-601461-8.
9. ~Itsumoto chigau natsu~ (～いつもと違う夏～?), Shūeisha, 1º aprile 2011[103], ISBN 978-4-08-601519-6.
10. ~Kokoro wo yurasu tabi~ (～こころをゆらす旅～?), Shūeisha, 30 settembre 2011[104], ISBN 978-4-08-601573-8.
11. ~Tamerai no riyū~ (～ためらいの理由～?), Shūeisha, 1º marzo 2012[105], ISBN 978-4-08-601619-3.
12. ~Tsunaidate no yukue~ (～つないだ手のゆくえ～?), Shūeisha, 30 giugno 2012[106], ISBN 978-4-08-601654-4.
13. ~Christmas wo issho ni~ (～クリスマスをいっしょに～?), Shūeisha, 29 giugno 2013[107], ISBN 978-4-08-601741-1.
14. ~Jibun no man'naka ni aru mono~ (～自分のまん中にあるもの～?), Shūeisha, 1º aprile 2014[108], ISBN 978-4-08-601801-2.
15. ~Nido-me no Valentine~ (～二度めのバレンタイン～?), Shūeisha, 30 gennaio 2015[109], ISBN 978-4-08-601849-4.
16. ~Yume to koi no hazamade~ (～夢と恋のはざまで～?), Shūeisha, 25 dicembre 2015[95], ISBN 978-4-08-601887-6.

Un volume separato da esse, ~Ashita ni nareba~ (～明日になれば～?), è uscito il 11 settembre 2009, in sostituzione del manga originale per via della gravidanza dell'autrice e racconta il primo incontro tra Sawako e Kazehaya (ISBN 978-4-08-780538-3).

### Seconda light novel
Sono uscite una serie di light novel ad opera di Kanako Shirai. Composta finora da 13 volumi, sono state pubblicate con l'etichetta Mirai Bunko di Shūeisha dal 1º marzo 2011 al 5 giugno 2015.
1. Hajimete no kimochi, Shūeisha, ISBN 978-4-08-321003-7.
2. Tokubetsu na kimochi (とくべつな気持ち?), Shūeisha, 5 aprile 2011[112], ISBN 978-4-08-321012-9.
3. Setsunai kimochi (せつない気持ち?), Shūeisha, 5 luglio 2011[113], ISBN 978-4-08-321028-0.
4. Tsutaetai kimochi (つたえたい気持ち?), Shūeisha, 5 ottobre 2011[114], ISBN 978-4-08-321046-4.
5. Surechigau kimochi (すれちがう気持ち?), Shūeisha, 3 febbraio 2012[115], ISBN 978-4-08-321069-3.
6. Tsunagaru kimochi (つながる気持ち?), Shūeisha, 2 maggio 2012[116], ISBN 978-4-08-321089-1.
7. Chikazuku kimochi (ちかづく気持ち?), Shūeisha, 5 ottobre 2012[117], ISBN 978-4-08-321115-7.
8. Sorezore no kimochi (それぞれの気持ち?), Shūeisha, 4 gennaio 2013[118], ISBN 978-4-08-321133-1.
9. Tomadou kimochi (とまどう気持ち?), Shūeisha, 2 maggio 2013[119], ISBN 978-4-08-321151-5.
10. Taisetsuna kimochi (たいせつな気持ち?), Shūeisha, 5 settembre 2013[120], ISBN 978-4-08-321170-6.
11. Mitsumeru kimochi (みつめる気持ち?), Shūeisha, 2 maggio 2014[121], ISBN 978-4-08-321210-9.
12. Sawameku kimochi (ざわめく気持ち?), Shūeisha, 3 ottobre 2014[122], ISBN 978-4-08-321234-5.
13. Hontou no kimochi (ほんとうの気持ち?), Shūeisha, 5 giugno 2015[111], ISBN 978-4-08-321264-2.

### Altro
- Kimi ni todoke FANBOOK (君に届け ＦＡＮＢＯＯＫ?), Shūeisha, 11 giugno 2010[123], ISBN 978-4-08-846540-1.
- Eiga Kimi ni todoke OFFICIAL BOOK (映画 君に届け ＯＦＦＩＣＩＡＬ ＢＯＯＫ?), Shūeisha, Seventeen, 1º settembre 2010.
- "Kimi ni todoke" eiga-ka special (『君に届け』映画化スペシャル?), SHUEISHA Girls Remix, 29 settembre 2010, ISBN 978-4-08-113072-6.
- Anime "Kimi ni todoke" GUIDEBOOK (アニメ『君に届け』ＧＵＩＤＥＢＯＯＫ?), Margaret Rainbow Comics, Shueisha Creative, 24 dicembre 2010, ISBN 978-4-420-11246-8.
- Higashinihon daishinsai charity mangabon PARTY! SORA (東日本大震災チャリティー漫画本 ＰＡＲＴＹ！ＳＯＲＡ?), Media Pal, 5 agosto 2011[124][125], ISBN 978-4-89610-202-4.
- Kimi ni todoke Ryu-side (君に届け Ｒｙｕ–ｓｉｄｅ?)[126].
- Kimi ni todoke (君に届け?), Bessatsu Margaret, BETSUMA SPIN-OFF, agosto 2017[127].
- Kimi ni todoke Illustrations high school days (君に届け イラストレーションズ ｈｉｇｈ ｓｃｈｏｏｌ ｄａｙｓ?), Shūeisha, 23 marzo 2018[128], ISBN 978-4-08-792027-7.
- Kimi ni todoke bangai-hen ~Unmei no hito~ (君に届け 番外編～運命の人～?), Bessatsu Margaret, maggio 2018[129].

## Film live action
Nel numero di febbraio 2010 della rivista in cui è stato pubblicato il manga, Bessatsu Margaret, è stata annunciata la produzione di un film con attori dal vivo. Distribuito nei cinema nipponici il 25 settembre 2010, il film è diretto da Naoto Kumazawa con Mikako Tabe che interpreta il ruolo di Sawako, mentre Haruma Miura quello di Shōta. Il film copre la storia dei primi 7 volumi del manga, differenziandosi in alcune parti. Il DVD e il Blu-ray sono usciti il 11 marzo 2011.

## Videogiochi
Tra il 2009 e il 2010 sono usciti in Giappone due videogiochi basati sulla serie dalla Bandai Namco Games.
| Nº | Titolo videogioco                                              | Piattaforma | Data uscita     |
| -- | -------------------------------------------------------------- | ----------- | --------------- |
| 1  | Kimi ni todoke ~Sodateru omoi~ (君に届け ～育てる想い～?)      | Nintendo DS | 15 ottobre 2009 |
| 2  | Kimi ni todoke ~Tsutaeru kimochi~ (君に届け ～伝えるキモチ～?) | Nintendo DS | 7 aprile 2011   |